# Боконон
Боконон (англ. Bokonon; 1891, Тобаго - невідомо) - персонаж книги Курта Воннегута «Колиска для кішки» (1963). Основоположник релігії боконізму.
Боконон - один з найбільш таємничих персонажів роману. Пародія  на бога і на філософа-екзистенціаліста. Відповідно до теорії «динамічного напруження», висунутої Бокононом, зло викорінити неможливо, але можливо і, більше того, необхідно протиставляти злу добро, рятувати людину. Спробувавши, свого часу, заснувати на Сан-Лоренцо утопію - і з тріском провалившись, - Боконон як порятунок мешканців острова від усіх бід обрав оригінальний шлях - «давати їм брехню, прикрашаючи її все більше і більше».

## Біографія

### Дитинство
Боконон народився в 1891 році (при хрещенні - Лайонел Бойд Джонсон). Він був негром єпископального віросповідання, британським підданим з острова Тобаго. Наймолодший з шести дітей у заможній родині, що розбагатіла  після того, як дід Боконона знайшов захований піратами скарб вартістю близько 250 тисяч доларів. Вважається, що скарб спочатку належав знаменитому англійському пірату Чорній Бороді - Едварду Тічу. Гроші були вкладені в підприємства, пов'язані з асфальтом, копрою, какао, скотарством і птахівництвом.
Юний Лайонел Бойд Джонсон навчався в єпископальній школі і активно цікавився церковною службою.

### Подорожі світом
У 1911 році для здобуття вищої освіти він вирушив сам на невеликому вітрильному судні під назвою «Туфелька» з Тобаго до Лондона, де вступив до Лондонської школи економіки і політичних наук.
Однак з початком Першої світової війни він пішов в піхоту, де зумів себе проявити - був переведений в офіцери, чотири рази нагороджений. У другій битві на Іпрі він був отруєний газами, два роки провів в госпіталі і потім був звільнений з військової служби.
Джонсон знову на самоті поплив до Тобаго на своїй «Туфельці». У вісімдесяти милях від будинку його зупинив і обшукав німецький підводний човен «У-99». Його взяли в полон, а судно потопили. Однак підводний човен виявив і захопив англійський есмінець «Ворон», і Джонсона забрали на борт есмінця. «Ворон» прямував в Середземне море, але так і не дійшов туди. Корабель втратив управління, і незабаром його прибило до Островів Зеленого Мису.
Джонсон прожив на цих островах вісім місяців, після чого пішов працювати матросом на риболовецьке судно, яке займалося контрабандним перевезенням іммігрантів в Нью-Бедфорд, штат Массачусетс. Судно зазнало аварії біля Ньюпорта на Род-Айленді. Деякий час Джонсон жив у Ньюпорті. Він працював садівником і теслею в маєтку Ремфордів, де мав можливість бачити генерала Джона Першинга, Франкліна Делано Рузвельта, Енріко Карузо, Воррена Гамаліел Гардінга і Гаррі Гудіні.
Після закінчення Першої світової війни як перший помічник капітана відправився в навколосвітню подорож на яхті «Шехеразада», впід час якої  планувалося зайти в Іспанію, Францію, Італію, Грецію, Єгипет, Індію, Китай і Японію. Але яхта налетіла на рифи біля входу в бомбейську гавань, і Джонсон виявився єдиним з усього екіпажу, хто врятувався. Він прожив в Індії два роки і став там прихильником Ганді. Одного разу він був заарештований за те, що очолив групу демонстрантів, які протестували проти панування англійців: вони лягали на рейки і зупиняли потяги. Коли Джонсона випустили з в'язниці, його депортували в Тобаго.
Там Джонсон побудував іншу шхуну, назвавши її «Туфелька-2». Він вирушив на ній у плавання, не маючи певної мети. У 1922 році сховався від урагану в Порт-о-Пренсі на Гаїті, окупованому тоді американською морською піхотою. Там познайомився з капралом Ерлом Маккейбом, який дезертирував з морської піхоти і попросив Джонсона переправити його в Маямі. Але судно налетіло на скелі біля острова Сан-Лоренцо і затонуло.

### Сан-Лоренцо
На острівному діалекті англійської мови ім'я - Джонсон - вимовляли як Боконон.
Джонсон і Маккейб зуміли допливти до берега і залишилися на острові Сан-Лоренцо, оголосивши, що вони беруть владу в свої руки. Основною метою цього правління було створити утопічну державу. Але новим правителям так і не вдалося витягнути острів з бруду та бідності.
З часом їх обов'язки розділилися: Маккейб став тираном і гнобителем, а Боконон, створивши образ борця за щастя людей, зник в джунглях. Тоді ж він засновує боконізм - релігію, що мала на меті давати людям обнадійливу брехню, але сам її і забороняє, щоб підвищити інтерес до неї. Основні положення свого вчення  Боконон виклав в притчах та Каліпсо.
На Боконона періодично влаштовувались облави, але спіймати його так і не вдалося. Подібні погоні та переслідування розважали та тішили обидві сторони. Згодом виявилося, що всі жителі острова боконісти, в тому числі і диктатор "Папа" Монзано.
Боконон відкривається героям на останніх сторінках: він сидить, вкутаний покривалом, на камені, босий, тримаючи в руках олівець та листок. Текстом, написаним на цьому шматку паперу, Курт Воннегут завершує свій роман.

Якби я був молодшим, я написав б історію людської дурості. Я забрався б на гору Маккейб і ліг на спину, підклавши під голову цей рукопис. І я взяв би з землі синьо-білу отруту, що перетворює людей в статуї. І я став би статуєю і лежав би на спині, моторошно вишкіряючи зуби  і показуючи довгий ніс самі знаєте кому!